# Tatort: Tango für Borowski
Tango für Borowski ist der Titel eines Tatort-Krimis mit Axel Milberg in der Hauptrolle. Der vom NDR produzierte Beitrag ist die 761. Tatort-Episode und der 14. Fall für Borowski. Der NDR-Fernsehfilm nach einem Drehbuch von Clemens Murath wurde am 4. April 2010 erstgesendet. Er spielt in Finnland, wo auch ein Großteil der Dreharbeiten stattfand.

## Handlung
Im finnischen Ilomantsi steht der 17-jährige Deutsche Ralph Böttcher unter Mordverdacht. Er soll ein Mädchen, Anni Häkkinen, aus dem Nachbardorf vergewaltigt und getötet haben.
Klaus Borowski reist nach Nordkarelien, um den ehemaligen Drogenabhängigen zu seiner Beteiligung an einem Raubüberfall in Deutschland zu befragen. Dort erfährt er von seinem finnischen Kollegen Mikko Väisanen, dass der Junge nach Helsinki überführt werden soll. Während dieser Rückfahrt flieht Ralph jedoch. Gemeinsam mit Mikko beginnt Borowski, in dem Mordfall zu ermitteln. Er hat Zweifel an Ralphs Täterschaft. Auch die Polizeipsychologin Frieda Jung reist daraufhin nach Finnland, um Borowski zu unterstützen. 
Ralph hält den Rocker Vallu für den wahren Täter und möchte sich an ihm rächen. Vallu überwältigt ihn aber und sperrt ihn ein. Er behauptet, dass er nicht der Mörder sei, den wahren Täter aber kenne. Ralph gelingt schließlich die Flucht.
Die Ermittler finden heraus, dass Anni Geschlechtsverkehr mit Vallu hatte und ihn daraufhin mit einer angeblichen Schwangerschaft erpresst hat. Daraufhin verhören sie Vallu, der den Sägewerksbesitzer Kalevi Pohjanmies beschuldigt, der Mörder zu sein. Bei einer Durchsuchung von dessen Haus – Kalevi selbst hat sich in den Wald abgesetzt – finden sie zahlreiche „Opferbirken“ des abergläubischen Kalevi. Unter diesen sind die Köpfe mehrerer Leichen vergraben. Mehrere Touristen, von denen man glaubte, sie seien auf Wanderungen verschollen, wurden offenbar von Kalevi umgebracht. Unter den Toten ist auch Ralph.
Beim Versuch, Kalevi zu verhaften, verläuft sich Borowski am nächsten Morgen im finnischen Wald. Dort begegnet er schließlich Kalevi, der ihm jedoch nichts tut. Nach zwei Tagen und einer Nacht im Wald findet Borowski schließlich den Rückweg in die Zivilisation.
In Kalevis Haus finden Mikko und Borowski ein Foto von einem Felsen am Fluss. Sie fahren dorthin und sehen, wie Kalevi sich das Leben nimmt. Er hat, wie Mikko berichtet, in 30 Jahren insgesamt 23 Menschen umgebracht – bis auf Ralph, den er in Notwehr getötet hat, waren alle seine Opfer Liebespaare. Der Mord an Anni Häkkinen passt nicht in sein Schema. Mikko und Borowski verhaften daraufhin Vallu, der das Mädchen im Alkoholrausch umgebracht hat.

## Themen
Im Film werden viele Themen der deutsch-finnischen Beziehung und der landestypischen Eigenheiten thematisiert. Der finnische Regisseur Hannu Salonen, der in Deutschland lebt, baute zahlreiche Bemerkungen und Bilder in die Dialoge und Kameraeinstellungen ein, die sich entsprechend einordnen lassen.
Beispiele
- die Bewertung von Entfernungen ist in Finnland sehr großzügig: Borowski bekommt in Helsinki für die Fahrt nach Ilomantsi den Hinweis „500 km von hier nach Joensuu und dann nach rechts“.
- persönliche Ansprache findet per Du statt: „Klaus“ Borowski werden alle Finnen nur mit Vornamen vorgestellt.
- das vorbildliche finnische Schulsystem ist spätestens seit der PISA-Studie in Deutschland bekannt – dazu Milas Bemerkung „Ich kann Deutsch. Das ist meine vierte Sprache in der Schule“
- Kaffee wird in Finnland in jeder Lebenslage getrunken: die Finnen sind Weltmeister im Kaffeekonsum.
- Tango hat seine zweite Heimat in Finnland – und ist dort mindestens so wichtig wie in Argentinien.

## Hintergrund
Der Film wurde von der Studio Hamburg Filmproduktion und dem finnischen Medienunternehmen Talvi hergestellt. Die Dreharbeiten fanden vom 29. Juni bis zum 30. Juli 2009 in Helsinki und Ilomantsi in Nordkarelien statt und wurden von der Finnischen Filmförderung gefördert.
Die Premiere war am 3. März 2010 in Wiesbaden als Eröffnungsfilm des Wettbewerbs um den Deutschen Fernsehkrimipreis 2010, für den Tango für Borowski als einer von zehn Krimis nominiert war.

## Rezeption

### Kritiken
„Ein Film, der stimmungsmäßig, das ist ein Lob, an die schrägen Werke von Kultregisseur Aki Kaurismäki erinnert und in dem die finnische Taiga eine verdiente Hauptrolle spielt.“

„Auf Wallanders Fährten: Der Kieler „Tatort“-Kommissar Klaus Borowski macht einen Dienstausflug zu den Fjorden und Birkenwäldern Finnlands. Zwischen Tangotänzern, Teenqueens und Trinkern stößt er auf einen Serienmörder. Ein schaurig-spannender Krimi in Kinoqualität.“

„Beinahe immer, wenn der „Tatort“ ein sehr guter ist, geht es in erster Linie um Dinge, über die kaum gesprochen wird. Bei der Figur des Kommissars Klaus Borowski gehört das Schweigen zwar ohnehin zum Konzept. Aber in seinem neuen Fall kommt dem eine besondere Bedeutung zu, denn mit dieser schönen Art beredter Stille, die dem Mann eigen ist, werden auch in dieser Folge all jene vorliebnehmen müssen, die den Fernseher vor allem deswegen einschalten, weil sie wissen wollen, wie es denn nun weitergeht mit dem Klaus und der Frieda.“

„Selbst spannende Augenblicke kommen auf dem deutschen Bildschirm nur mehr milchig an. Vielleicht ist ja das Leben in Nordkarelien wirklich so verwässert, in Alkohol getränkt und in der finnischen Sauna ausgeschwitzt. … Aber ob das gleich in einem Tatort verarbeitet werden muss? Hannu Salonen (in Deutschland ausgebildeter Regisseur finnischen Ursprungs) und Andreas Doub (Kamera) hätten getrost bei einem Naturfilm über Nordkarelien bleiben können. Ein schönes Setting ist das. Und dass das Drehbuch (Clemens Murath) fehlt, hätte bei Tango für Borowski  niemand gemerkt.“

„Salonen und sein Kameramann Andreas Doub haben eine gelungene Mischung geschaffen aus Roadmovie und echtem deutschen Tatort, aus Landschaftsporträt und Satire. Und vor allem haben sie eine Kulisse gebaut, in der Borowski und Jung mit ihren adretten Klamotten und ihrer deutschen Gründlichkeit ganz herrlich deplatziert wirken.“

### Einschaltquoten
Bei der Fernseh-Erstausstrahlung am Ostersonntag 2010 erreichte der Tatort in Deutschland 6,21 Millionen Zuschauer und 19 % Marktanteil – damit war es die am meisten gesehene Fernsehsendung an diesem Tag. Auch in finnischen Medien wurde über die Ausstrahlung des Fernsehkrimis aus Finnland in Deutschland berichtet.